# Regierung Löfven III
Die Regierung Löfven III war vom 9. Juli bis zum 30. November 2021 die Regierung Schwedens. Sie löste die Regierung Löfven II ab und wurde selbst von der Regierung Andersson abgelöst. Es handelte sich um eine Minderheitsregierung der Sozialdemokraten und der Grünen.

## Mitglieder der Regierung
| Amt                                                                   | Amtsinhaber                  | Amtsinhaber                  | Partei                       |
| Büro des Ministerpräsidenten                                          | Büro des Ministerpräsidenten | Büro des Ministerpräsidenten | Büro des Ministerpräsidenten |
| --------------------------------------------------------------------- | ---------------------------- | ---------------------------- | ---------------------------- |
| Ministerpräsident                                                     |                              | Stefan Löfven                | SAP                          |
| Stellvertretende Ministerpräsidenten                                  |                              | Morgan Johansson (de jure)   | SAP                          |
| Stellvertretende Ministerpräsidenten                                  |                              | Per Bolund (de facto)        | MP                           |
| Minister für EU-Angelegenheiten                                       |                              | Hans Dahlgren                | SAP                          |
| Ministerium für Justiz                                                |                              |                              |                              |
| Minister für Justiz und Migration                                     |                              | Morgan Johansson             | SAP                          |
| Innenminister                                                         |                              | Mikael Damberg               | SAP                          |
| Ministerium für Auswärtige Angelegenheiten                            |                              |                              |                              |
| Außenministerin                                                       |                              | Ann Linde                    | SAP                          |
| Ministerin für internationalen Handel und nordische Kooperation       |                              | Anna Hallberg                | SAP                          |
| Minister für internationale Entwicklungszusammenarbeit                |                              | Per Olsson Fridh             | MP                           |
| Ministerium für Verteidigung                                          |                              |                              |                              |
| Verteidigungsminister                                                 |                              | Peter Hultqvist              | SAP                          |
| Ministerium für Gesundheit und Soziale Angelegenheiten                |                              |                              |                              |
| Ministerin für Gesundheit und Soziales                                |                              | Lena Hallengren              | SAP                          |
| Sozialversicherungsminister                                           |                              | Ardalan Shekarabi            | SAP                          |
| Ministerium für Finanzen                                              |                              |                              |                              |
| Finanzministerin                                                      |                              | Magdalena Andersson          | SAP                          |
| Ministerin für die Finanzmärkte und stellvertretende Finanzministerin |                              | Åsa Lindhagen                | MP                           |
| Ministerin für Verwaltung und Verbraucherfragen                       |                              | Lena Micko                   | SAP                          |
| Ministerium für Bildung und Forschung                                 |                              |                              |                              |
| Bildungsministerin                                                    |                              | Anna Ekström                 | SAP                          |
| Ministerin für höhere Bildung und Forschung                           |                              | Matilda Ernkrans             | SAP                          |
| Ministerium für Umwelt                                                |                              |                              |                              |
| Minister für die Umwelt und das Klima                                 |                              | Per Bolund                   | MP                           |
| Ministerium für Wirtschaft und Innovationen                           |                              |                              |                              |
| Wirtschaftsminister                                                   |                              | Ibrahim Baylan               | SAP                          |
| Ministerium für Kultur                                                |                              |                              |                              |
| Ministerin für Kultur, Sport und Demokratie                           |                              | Amanda Lind                  | MP                           |
| Ministerium für Arbeit                                                |                              |                              |                              |
| Arbeitsministerin                                                     |                              | Eva Nordmark                 | SAP                          |
| Ministerin für Gleichstellung und Wohnungsbau                         |                              | Märta Stenevi                | MP                           |
| Ministerium für Infrastruktur                                         |                              |                              |                              |
| Minister für Infrastruktur                                            |                              | Tomas Eneroth                | SAP                          |
| Minister für Energie und Digitales                                    |                              | Anders Ygeman                | SAP                          |